# ジョン・ゴリー
ジョン・ゴリー（英:John Gorrie、1802年10月3日-1855年6月29日）は、アメリカ合衆国の医者、科学者、発明家および人道主義者であり、冷却と空気調和の父と考えられている。

## 伝記
ゴリーはカリブ海に浮かぶネイビス島で、1802年10月3日にスコットランド出身の両親のもとに生まれ、子供時代はサウスカロライナ州で過ごした。ニューヨーク州ニューヨーク市の西地区フェアフィールドにある医科外科カレッジで医学の教育を受けた。1833年、フロリダ州のメキシコ湾岸にある港湾市アパラチコラに移転した。2つの病院で研修医を務めるかたわら、地域社会とも積極的に関わった。色々な時期に市議会議員、郵便局長、ペンサコーラ銀行アパラチコラ支店長、フリーメイソン・ロッジの秘書官およびトリニティ聖公会教会の設立教区委員の一人を務めた。
ゴリーの医学研究には熱帯性疾病の研究が含まれていた。当時悪い空気が病気を引き起こすという理論が一般的な仮説であり、この理論に基づいて、沼地の水を抜いたり病室を冷やすことを奨励した。このためにゴリーは天井から吊るしたボウルに氷を入れて部屋を冷やした。冷たい空気は重いので患者の方に流れて行き、床に近い開口部に抜けた。氷は北部の湖から船で運んでくる必要があったので、ゴリーは人工の氷を作る実験を行った。
1845年以後、ゴリーは医療を断念して冷却の仕組みを追究した。1851年5月6日、ゴリーは製氷機で特許8080号を取得した。この機械の原型とゴリーが書いた科学論文はスミソニアン博物館に収められている。貧窮化したゴリーはその機械を作って金を作ろうとしたが、共同経営者が死んだ時に事業は失敗した。ゴリーは批判に痛めつけられ、財政的には破綻し、さらに健康を損なって、1855年6月29日に隠棲所で死んだ。アパラチコラのゴリー広場に埋葬されている。

## 記念

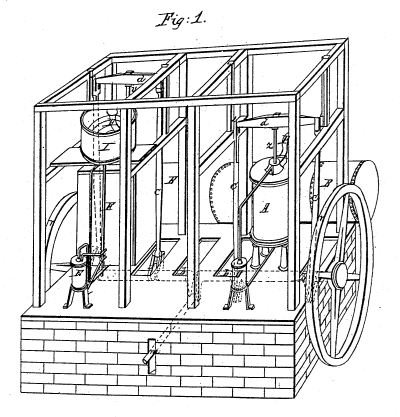
ゴリーの製氷機概念図

- アパラチコラではゴリー広場が彼の栄誉を称えて名付けられている。この広場にはゴリーの墓所、記念碑、ジョン・ゴリー州立博物館、およびアパラチコラ市立図書館がある。
- アパラチコラ湾を跨ぐジョン・ゴリー橋はアパラチコラとイーストポイントを繋いでいる。
- 1914年、フロリダ州はアメリカ合衆国議会議事堂の国立彫像ホール・コレクションにゴリーの大理石像を寄贈した。
- フロリダ州ジャクソンビルのジョン・ゴリー中学校とタンパのジョン・ゴリー小学校は彼の栄誉を称えて名付けられている。
- リバティ船SSジョン・ゴリーも彼の栄誉を称えて名付けられた。
- ジョン・ゴリー賞は、フロリダ大学医学校で毎年、成功する一般開業医なる可能性が強いと考えられる卒業生に贈られている。